# Cowichan (circonscription britanno-colombienne)
Pour les articles homonymes, voir Cowichan.
Circonscription électorale provinciale du Canada
Cowichan est une ancienne circonscription provinciale de la Colombie-Britannique représentée à l'Assemblée législative de la Colombie-Britannique de 1871 à 1894 et de 1898 à 1924.
La circonscription est l'une des douze première circonscriptions de la Colombie-Britannique.

## Géographie
La circonscription était localisée sur l'île de Vancouver. 
Devenue Cowichan-Newcastle de 1924 à 1963, elle-même devient Cowichan-Malahat après un redécoupage électoral. 

## Liste des députés
1871-1882
| Législature | Années    | Député   | Député         | Parti             | Député       | Député           | Parti             |
| Cowichan    | Cowichan  | Cowichan | Cowichan       | Cowichan          | Cowichan     | Cowichan         | Cowichan          |
| ----------- | --------- | -------- | -------------- | ----------------- | ------------ | ---------------- | ----------------- |
| 1re         | 1871–1875 |          | William Smithe | Indépendant       |              | John Paton Booth | Indépendant       |
| 2e          | 1875–1876 |          | William Smithe | Caucus réformiste |              | Edwin Pimbury    | Caucus réformiste |
| 2e          | 1876-1878 |          | William Smithe | Gouvernement      |              | Edwin Pimbury    | Caucus réformiste |
| 3e          | 1878–1882 |          | William Smithe | Gouvernement      | Gouvernement | Edwin Pimbury    |                   |

1882-1886
| Législature | Années    | Député | Député         | Parti        |
| ----------- | --------- | ------ | -------------- | ------------ |
| 4e          | 1882-1883 |        | William Smithe | Opposition   |
| 4e          | 1883-1886 |        | William Smithe | Gouvernement |

1886-1887
| Législature                                   | Années    | Député | Député      | Parti        | Député         | Député         | Parti        |
| --------------------------------------------- | --------- | ------ | ----------- | ------------ | -------------- | -------------- | ------------ |
| 5e                                            | 1886-1887 |        | Henry Croft | Gouvernement |                | William Smithe | Gouvernement |
| 5e                                            | 1887-1890 |        | Henry Croft | Gouvernement | Henry Fry      | Gouvernement   |              |
| 6e                                            | 1890-1894 |        | Henry Croft | Gouvernement | Theodore Davie | Gouvernement   |              |
| Circonscription abolie, voir Cowichan-Alberni |           |        |             |              |                |                |              |

1898-1924
| Législature                                     | Années    | Député | Député                    | Parti        |
| ----------------------------------------------- | --------- | ------ | ------------------------- | ------------ |
| 8e                                              | 1898–1900 |        | William Russell Robertson | Gouvernement |
| 8e                                              | 1898-1900 |        | William Russell Robertson | Opposition   |
| 9e                                              | 1900–1903 |        | Charles Herbert Dickie    | Opposition   |
| 10e                                             | 1903–1907 |        | John Newell Evans         | Libéral      |
| 11e                                             | 1907–1909 |        | William Henry Hayward     | Conservateur |
| 12e                                             | 1909–1912 |        | William Henry Hayward     | Conservateur |
| 13e                                             | 1912–1916 |        | William Henry Hayward     | Conservateur |
| 14e                                             | 1916–1918 |        | William Henry Hayward     | Indépendant  |
| 14e                                             | 1918-1919 | Vacant | Vacant                    | Vacant       |
| 14e                                             | 1919-1920 |        | Kenneth Forrest Duncan    | Unioniste    |
| 15e                                             | 1920–1924 |        | Kenneth Forrest Duncan    | Indépendant  |
| Circonscription abolie, voir Cowichan-Newcastle |           |        |                           |              |

## Résultats électoraux
1898-1924
1871-1894